# Raise Your Hands
«Raise Your Hands» es una canción del grupo de glam metal estadounidense Bon Jovi, de su álbum Slippery When Wet, que fue publicado en 1986.

## Contexto
La canción empieza con un riff de guitarra que será la parte principal de la canción. Luego el riff irá acompañado de los pianos y el resto de instrumentos hasta que empieza a cantar.
En la parte del coro empiezan a gritar "Raise your hands!" y Jon responde con alguna frase.
En la parte del solo, Richie usa muchas técnicas, entre ellas el uso de la palanca de vibración, y luego todo queda en una especie de silencio, y Jon sigue gritando "Raise your hands!" hasta que otra vez la canción sigue su curso normal.

## Letra
La letra se refiere a un muchacho que está bajo presión y con muchos problemas, y que alguno de los miembros de la banda está acompañándolo en su sufrimiento.

## Presentaciones en vivo
En la década de los ochenta la canción era muchas veces interpretada con la introducción de Let It Rock, es decir la parte del solo de teclado, llamado "Pink Flamingos". En el Monsters of Rock de 1987 fue interpretada de un modo más rápido y ruidoso.
La canción dejó de ser interpretada en la década de los noventa, pero volvió a ver la luz en 2002, durante la gira del álbum "Bounce".

## Miembros
- Jon Bon Jovi - voz
- Richie Sambora - guitarra y coros
- David Bryan - teclados y coros
- Tico Torres - batería
- Alec John Such - bajo y coros

- Datos: Q5667603